# Сен-Жерменський мир (1570)
Сен-Жерменський договір (8 серпня 1570) — мирний договір між гугенотами і католиками, що завершив третю Релігійну війну у Франції. Підписаний в Сен-Жермен-ан-Ле (поблизу Парижа).
Надав гугенотам свободу віросповідання у всій Франції, окрім Парижа, з правом на кальвініську літургію в межах двох міст кожного губернаторства Франції і право обіймати державні посади. У забезпечення договору гугеноти отримали чотири фортеці — Ла-Рошель, Монтобан, Коньяк і Ла-Шаріте.

## Передумови укладення договору
Гугенотська війна 1568-1570 років стала третім збройним конфліктом із восьми французьких релігійних воєн. Гугенотів у цьому конфлікті очолювали принц Конде та адмірал Коліньї, військами католиків формально командував брат короля герцог Анжуйський, а фактично Гаспар де Таван.
Війна була неминуча, оскільки мир, який закінчив у березні 1568 року попередню війну, був вимушеним для обох сторін. Ніхто не досяг у ній своєї мети: гугенотська свобода віросповідання залишалася обмеженою, протестантські вельможі на чолі з Конде не змогли посилити свій вплив на політику корони. А партія католиків продовжувала дивитися на гугенотів, як на бунтівників та ворогів короля.
Війна розпочалася восени 1568 року. Гугеноти зайняли Сентонж, Ангумуа, взяли Бурж, а королівська армія рушила Пуату. Противники маневрували, не починаючи битви, протягом усього листопада, а на час зими військові дії були припинені.
У березні 1569 року у великій битві за Жарнака католики здобули перемогу, причому Конде загинув. Але гугеноти, якими тепер командував Коліньї, зайняли оборону у своїх фортець. Незабаром на допомогу їм прийшли німецькі протестанти та адмірал перехопив ініціативу.
За Ла-Рош-Лабей 25 червня Коліньї розбив королівські війська. Потім він взяв в облогу Пуатьє, проте взяти місто не зміг і 10 вересня зняв облогу, втративши таким чином найкращий час для війни. Армія гугенотів рушила на південь, і 3 жовтня 1569 при Монконтурі зіткнулася з військом герцога Анжуйського. Католики знову взяли гору.
Відступивши із залишками армії на південь, Коліньї з'єднався з військами графа Монтгомері. Гугеноти стали просуватися північ через долину Рони, взяли Ла-Шарите-сюр-Луар, а 27 червня 1570 року здобули перемогу при Арне-ле-Дюк і рушили до Ла-Рошелі. Все це змусило католиків вдатися до переговорів.

## Зміст договору
8 серпня 1570 року підписано Сен-Жерменський мирний договір, який завершив третю релігійну війну між протестантами і католиками Франції, визнавши за гугенотами право свободи віри всюди, крім Парижа.
Кальвіністи отримали право на проведення своїх богослужінь в двох містах кожної провінції Франції, а також можливість займати державні посади. Під володіння гугенотів були передані чотири фортеці – Ля-Рошель, Монтобані, Коньяк і Ля-Шаріте.
Сторонами підписання договору стали Карл ІХ, король Франції, Гаспар ІІ де Колінья та Жанна д'Альбре.

## Наслідки підписання договору
Укладення миру дозволило гугенотам скликати свій синод в Ля-Рошелі і завершить реформу своєї церкви.
Гугенотам — французьким кальвіністам, договір гарантував свободу віросповідання всюди, крім Парижа, право на богослужіння в межах двох міст кожної провінції та можливість займати державні посади. Також їм було дозволено утримувати збройні гарнізони в чотирьох гарантійних містах протягом двох років, після чого вони повинні були бути повернуті під королівський контроль.
Громадянська війна поновилася в 1572 році після цілеспрямованого вбивства лідерів гугенотів, які зібралися в Парижі, що переросло в різанину в День Святого Варфоломія.
Вінцем примирення ворогуючих таборів мав стати шлюб сімнадцятилітнього наварського принца-гугенота Генріха Бурбона з дев'ятнадцятирічною сестрою короля Карла ІХ католичкою Маргаритою де Валуа. Водночас розглядалась можливість одруження принца Генріха Анжуйського з англійською королевою Єлизаветою І Тюдор.

## Список приміток
1. ↑  Хроніка подій 1568-1572 років. Цей рік в історії (англ.). Процитовано 22 лютого 2023.
2. ↑  Этот день в истории: 1570 год — Сен-Жерменский мир во Франции. EADaily (рос.). Процитовано 22 лютого 2023.
3. ↑  hdu (8 серпня 2017). 8 серпня 1570 року підписано Сен-Жерменський мирний договір, який завершив третю релігійну війну між протестантами і католиками Франції. Християни для України (укр.). Процитовано 22 лютого 2023.
4. 1 2  Лук'янюк, Володимир; Лук'янюк, Володимир (24 серпня 2020). Цей день в історії : 24 серпня 1572 : «Варфоломіївська ніч». Цей день в історії (англ.). Процитовано 22 лютого 2023.
5. ↑  Лук'янюк, Володимир; Лук'янюк, Володимир (6 вересня 2014). Цей день в історії : 27 лютого 1594 : Коронація Генріха IV Бурбона. Цей день в історії (англ.). Процитовано 22 лютого 2023.